# 岡山大學
岡山大學（日語：おかやまだいがく，英語：Okayama University），簡稱岡大，是一所位於岡山縣岡山市北區的日本國立大學，前身可追溯至1870年的「醫學館」。1949年，統合6所舊制學校成立的新制岡山大學正式創校。
該校在中國設有长春事务所與上海事务所。

## 大学排名
- Nigel Ward 日本大学排名：第16名（研究经费·论文引用率·入学难易度·声望）
- 2024年软科大学排名（日本）：12～16名

## 概要
1949年，官立冈山医科大学、第六高等学校、冈山师范学校、冈山农业专门学校等6所舊制學校統合成立新制岡山大學。建校時，岡山大學設有法文学部、教育学部、理学部、医学部，以及农学部。
1954年，法经短期大学併入岡山大學。1955年，增設大学院（研究生院）医学研究科（博士课程）。1965年，將原法经短期大学设为法文学院第二专业。1986年，医疗技术短期大学併入岡山大學。1987年，增設大学院自然科学研究科（博士后期课程）。1994年，以环境理工学院取代教养学院。2001年增設大学院齿学（牙科學）综合研究科（博士课程）。
2004年與其他國立大學一併改制為国立大学法人，同年设置大学院法务研究科、大学院文化科学研究科(博士课程)。2009年设置大学院自然科学研究科（5年一贯制博士课程）。2012年设置大学院环境生命科学研究科（博士前期后期课程）和大学院医齿药学综合研究科。2013年被选为日本研究大学强化促进事业、临床研究中核病院。2014年被指定为全球化大学创成支援事业大学之一。
现時岡山大學共有11所学部、7个研究科、1所附属研究所、1座附属图书馆2分馆，以及1座全国共同利用设施。岡山大學有6個校區，分别是津岛校区、鹿田校区、东山校区、平井校区、仓敷校区，以及三朝校区。岡山大學2018年時共有12145名學生。

## 院系
学部（本科）
- 文学院
- 教育学院
- 法学院
- 经济学院
- 理学院
- 医学院
- 齿学院
- 药学院
- 工学院
- 环境理工院（2021年与工学院合并，目前并未撤销）
- 农学院

研究生院
- 教育学研究院
- 社会文化科学研究院
- 环境生命自然科学研究院
- 环境生命科学研究院
- 自然科学研究院
- 保健学研究院
- 齿学药学研究院
- 法务研究院
- 联合学校教育学研究院

## 知名校友
- 秦佐八郎 - 諾貝爾生理學或醫學獎候選人
- 林彥宏 - 國立中正大學助理教授、財團法人國防安全研究院助理研究員
- 陳景彬 - 前身岡山醫科大學醫學博士，花蓮縣醫師公會第一與第二屆理事長

## 友好学校
中国：
- 东北师范大学
- 内蒙古农业大学
- 郑州大学
- 北京航空航天大学
- 中国科学院昆明植物研究所
- 大连轻工业学院
- 西安交通大学
- 同济大学
- 中国医科大学
- 哈尔滨医科大学
- 大连医科大学
- 吉林大学

院際交流協議
- 北京大学法学院
- 中央财经大学经济学院
- 北京大学化学分子工程学院
- 南昌大学医学院
- 中国协和医科大学
- 北京大学口腔医学院
- 浙江大学建筑工程学院
- 复旦大学数学研究所
- 厦门大学医学院
- 四川大学化学学院
- 浙江大学工业生物技术学院
- 东北大学自动化研究中心
- 北京大学生命科学学院

## 外部連結
- 岡山大學 （页面存档备份，存于）（中文）
- 岡山大學 （页面存档备份，存于）（日語）
- 岡山大學 （页面存档备份，存于）（英文）
- 岡山大學長春事務所微博（Weibo) （页面存档备份，存于）（中文）
- Okayama University e-Bulletin （页面存档备份，存于）（英文）
- Okayama University Medical Research Updates（OU-MRU） （页面存档备份，存于）（英文）